# شحن الجمارك (المهرة)

تعديل مصدري - تعديل

شحن الجمارك هي إحدى قرى عزلة حبروت بمديرية شحن التابعة لمحافظة المهرة، بلغ تعداد سكانها 225 نسمة حسب تعداد اليمن لعام 2004.